# 反切
反切又稱翻切、反語、音反，是用兩個漢字給一個漢字注音的方法；兩漢字的上字（反切上字）取其聲，下字（反切下字）取其韻和調，拼合出被注音字的讀音。反切長久以來是漢字文化圈為漢字注音的常用方法。
歸字（locate）或反切歸字，是根據反切上下字確定“被切字”在切韻圖中的音韻地位，即「依切求音」或「按字求音」。
反切法之起源有說啟發自西域梵文字，狹義來講，規律整齊的反切注音系統是拼音字母系統。

## 起源考

### 反切以前的注音方法
在反切法誕生之前，直音法（即是「讀若某」、「如某」等）是常用的字書注音方法。這種方法在東漢之前佔據字書之主流，例如《說文・玉部》：「珣，讀若宣」；《說文・宀部》：「宋，居也，從宀木，讀若送。」等。一般是用一個字注另一個同音字。
也因此，直音法侷限十分明顯：依時空之不同，每個字的發音都有差異，且一些情況下，使用某字的假借字（如廣韻裡「行」字和「絎」、「胻」字等）或生僻字來注音，有時反而會造成不解。這種情況在其他注音方法出現後得到改善，而韻書也常常把多種方法一起使用以追求準確。

### 反切興廣的年代
關於反切法之起源，學界說法不一，但可以確定的是，它出現於佛教傳入中原後的東漢，魏晉開始盛行。至於誰是第一個用反切的人，自古以來便無定論，但總結起來不外乎三類：
1. 一部分人認為是著《爾雅音注》一書的孫炎。比如顏之推《顏氏家訓·音辭篇》有：「孫叔然（孫炎）創《爾雅音義》，是漢末人獨知反語」；還有陸德明之《經典釋文・敘錄・條例》：「古人音書，止為譬況之說，孫炎始為反語」。
2. 一部分人提出在孫炎之前便可見使用此方法（雖然並未按照定律）的例子，但具体始于何人也有争议。比如章炳麟的《國故論衡・音理論》就有：「造反語者，非始孫叔然也。」又說：「又尋漢地理志…應劭注：『垫音徒浹反』」指向了應劭；《一切经音译》又说：「古来音反，多以旁纽为双声，始自服虔」，服虔和應劭同是漢末人，與孫炎同時代。
3. 一部分人則認為反切的初創跟佛教傳入有關。例如陳振孫《直齋書錄題解·韻補》：「反切之學，自西域入中國」；鄭樵《通志・藝文略》：「切韻之學起於西域」等。這種說法有正史《隋書・經籍志》支撐，進一步指出是漢明帝時隨佛經同入中國。

此三類說法在年代上並無太大出入，但第三種「反切西域說」卻受到很大反對，例如以胡以魯為首的学者指出漢代以前所見的「合音」現象，如「不可」為「叵」，「何不」為「盍」，「如是」為「爾」，「而已」為「耳」，「之乎」為「諸」，「之焉」為「旃」等，并认为可以做為反對證據。
钱大昕说《诗经》已有反切，並驳斥反切受佛经影响，「岂古圣贤之智乃出梵僧下耶」，「吾于是知六经之道，大小悉备，后人詹詹之智，早不出圣贤范围之外也」。
雖然「合音」和「反切」都是「二字出一音」，但本質卻不同。合音完全出於自然，先出現「不可」，快讀時自然合音為「叵」，當中並非有意識分析字音，「不可」也不是為標注「叵」音而出現；反切則是自覺分析漢字讀音的結果。
反切法的具体发展显然独立于佛学。唐代韵书獲列为官方正音的指导，汉语言声韵学进一步发展，产生了相当多集大成的学术典籍。“反切法发展与佛教相关”的第三种说法，多来自宋以后的学者，很可能受到唐代佛教兴盛影响，美之誉之。但事实上，宋以前反切法的使用者，大都是正统儒家学者，并没有梵文或者佛經翻譯背景。仅此一条看来，反切法应当是汉语声韵学发展到一定阶段、根据汉语汉文特性而自发产生的原创设计。

### 由反切孕育出的韻書時代
反切乃中國第一套科學的拼音系統，是古典聲韻學的一大里程碑。它對後世的影響巨大且不可否認。
例如《切韻考》云：「蓋有反語，則類聚之即成韻書，此自然之勢也」，言反切是韻書之基礎也。自漢代出現反切以來，大大便利了文人對古籍的學習和再創作，由於當時學術派別與師承之傳統，後來所編排的韻書也各有差異。而以《切韻》為首的韻書打破了這樣的局面，開啟了中國古代語言學的新時代。
隋唐的反切是研究中古漢語語音系統的基本資料，是漢語音韻學的基礎之一。

## 拼讀方法
中國古代沒有拼音，用兩字來注一字（反切歸字）的音。第一個字（反切上字）注聲母，第二個字（反切下字）注韻母和聲調，如「𠁁，徒口切」：「徒」聲母為定母，中古擬音[d]，「口」韻母為侯韻，中古擬音[əu]，聲調為上聲，故𠁁為定母侯韻上聲，中古擬音[dəu]上。
但古字典的反切只適用於當時的古音，不可單憑古代字典的反切音套用到現代音，古音到今音經過演變，且不同漢語族語言也有不同規律，如𠁁只憑古字典「徒口切」取「徒」的普通話聲母t，和「口」的普通話韻母ou3，推斷普通話讀作tou3，則為錯誤，因爲按普通話演變規律，「徒」中古聲母為全濁音[d]，其仄聲字聲母要變不送氣清音d[t]（平送仄收），同時中古全濁上聲一律變普通話去聲（濁上變去），所以𠁁的現代普通話讀音是dou4[təu˥˩]。
可見按「上字取聲，下字取韻」的原則，古人或能很準確讀出一字字音。然而由於古今音變，古代所製定的反切到後世已不能再簡單以「上字取聲，下字取韻調」的原則讀出該字正音。依《廣韻》一書，除了「上字取聲母，下字取韻母」之原則，還有一口訣：「上字分陰陽，下字辨平仄」。
按「上字分陰陽」的規則，歸字的陰陽調與上字的陰陽調一樣，若上字是陰調則歸字亦取陰調，陽調同理；將下字的陰陽調誤當成歸字的陰陽調是常見誤切，如羥是氫（輕）氧（養）切，要取「輕」的溪母和「養」的陽三開韻上聲，讀如溪陽三開上，粵語推導與「響」同音（陰上聲），讀成「強之陽上聲」是錯切。

## 變體
反切可延伸到用多於兩字注音。如用三字注音，首字同樣注聲母；而中間的字注韻母，末字注聲調，如「東」是「端」母、「東」韻（「東」本身已是韻母代表字）、「平」聲，注成「端東平」。如要再細分，可由韻母拆出等和呼（或稱口），甚至廣韻未出現的攝，注成「攝口等聲韻母（右至左）／母韻聲等口攝（左至右）」（「東」注成「通開一平東端／端東平一開通」）；或按音節中音素順序排成「母、韻口等／韻等口（此順序不統一）、攝、聲」（「東」注成「端東開一通平／端東一開通平」）。

## 優缺點
1. 須先懂一部份漢字才可用反切法讀出字音；但現代懂反切的人應已懂足夠的字去讀出其音。
2. 古書用作反切的上、下字太多，共有四百多上字，一千多下字，作為五千多反切字，如東為「德紅切十七」，即有十七同音字。現今用作標示方音時，方音反切系統可簡化成只在各反切字組選一字作代表字，省卻選字煩惱，大大減少要記的字數；如《分韻撮要》為當時粵語各聲韻母取了代表字，只要稍為調整即可為現代粵語標音。
3. 反切上下字聲韻調交雜，上字取聲忽略韻、下字取韻忽略聲，完全依賴連讀，拼音方法不太方便。
4. 《大宋重修廣韻》一書往往將簡單易讀的字用複雜的字作切語，如「一」為於悉切、「八」為博撥切；調轉來想，這樣可以用簡單易讀的歸字推敲複雜的上／下字之聲／韻母。